# 広島県警察

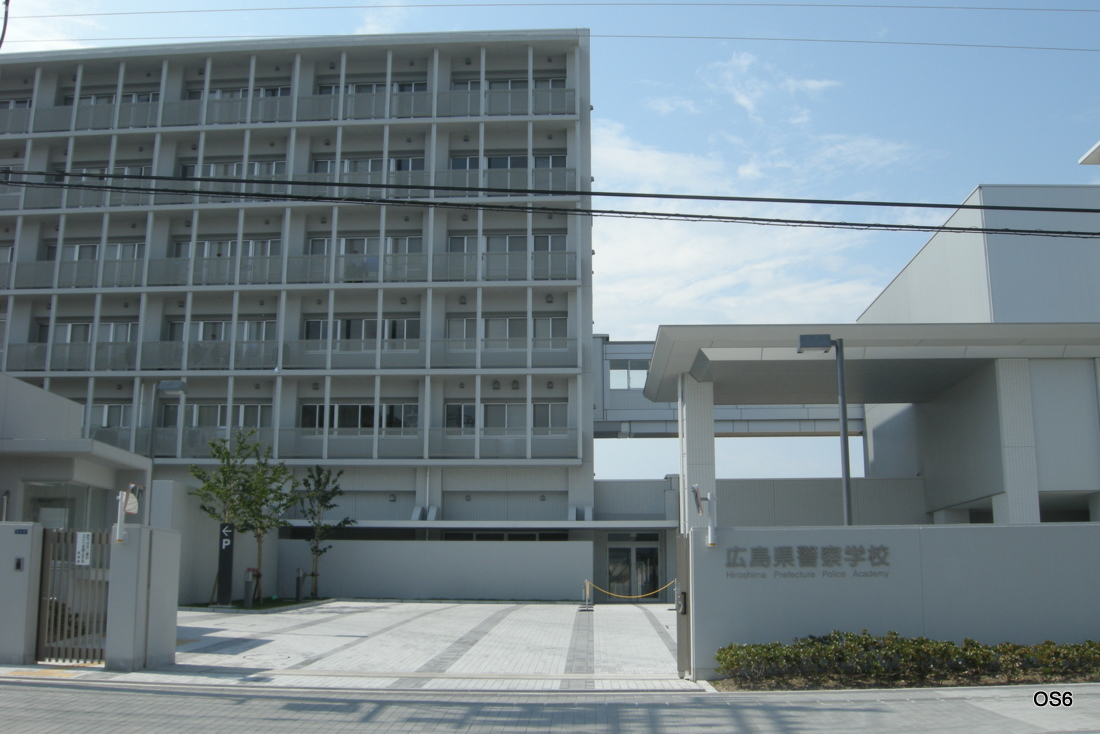
警察学校

広島県警察（ひろしまけんけいさつ）は、広島県が設置した警察組織である。広島県全域を管轄区域として、広島県警と略称する。警察法第36条に基づき、広島県公安委員会の管理を受けるが、給与支払権者は広島県知事である。警察庁中国四国管区警察局管内。なお本部所在地は、広島市中区基町9番42号。

## 沿革
- 1950年（昭和25年）5月1日：国家地方警察広島県本部警察職員18名により音楽隊を編成する。
- 1954年（昭和29年）7月1日：警察法の改正により広島県警察が発足し音楽隊は警察本部警務部教養課に所属する。
- 1966年（昭和41年）10月22日：第11回全国警察音楽隊演奏会を開催
- 1971年（昭和46年）：全国9番目に航空隊発足
- 1977年（昭和52年）10月8日：第22回全国警察音楽隊演奏会、第19回中国管区内警察音楽隊合同演奏会を開催
- 1980年（昭和55年）4月1日：音楽隊が総務部総務課所属となる
- 1980年（昭和55年）11月15日：音楽隊創立30周年記念演奏会を開催
- 1982年（昭和57年）4月1日：音楽隊が総務部広報課所属となる
- 1988年（昭和63年）5月3日：第33回全国警察音楽隊演奏会兼第29回中国管区内警察音楽隊合同演奏会を開催
- 1991年（平成3年）2月23日：音楽隊創立40周年記念演奏会を開催
- 1994年（平成6年）10月2日：第12回アジア競技大会ひろしま1994にて演奏
- 1995年（平成7年）11月1日：シンボルマーク、シンボルマスコットの使用開始
- 2001年（平成13年）1月27日：音楽隊創立50周年記念「地域安全ふれあいコンサート」を開催
- 2002年（平成14年）4月1日：音楽隊が総務部広報課兼交通部交通規制課の兼務体制となる
- 2004年（平成16年）7月1日：音楽隊が総務部広報課兼警務部留置管理課の兼務体制になる
- 2008年（平成20年）3月19日：音楽隊庁舎を広島市内から安芸郡坂町に移転
- 2011年（平成23年）2月16日：音楽隊創立60周年記念「第100回昼のコンサート」を開催
- 2014年（平成26年）3月12日：第1回昼のコンサートｉｎふくやまを開催
- 2014年（平成26年）11月26日：マツダCX-5を高速道路警察隊に導入する。（マツダから提供）
- 2018年（平成30年）12月1日：第1回「ふれあいコンサート」～広島県警察音楽隊演奏会～を開催
- 2021年（令和3年）11月1日：航空隊を地域部地域課から警備部警備課へ移管
- 2023年（令和5年）7月1日：警備部警備課の中に警衛警護室を立ち上げる。

## 本部組織
大規模警察本部であり、本部長は警視監。
| 総務部             | 総務部                                 | 総務部                                                            |
| ------------------ | -------------------------------------- | ----------------------------------------------------------------- |
| 総務課             | 秘書室                                 |                                                                   |
| 総務課             | 公安委員会補佐室                       |                                                                   |
| 総務課             | 文書管理室                             |                                                                   |
| 総務課             | 取調べ監督室                           |                                                                   |
| 広報課             | 警察音楽隊                             | 第一、第二、第三係                                                |
| 会計課             | 監査室                                 |                                                                   |
| 施設課             |                                        |                                                                   |
| 装備課             |                                        |                                                                   |
| 情報管理課         | 照会センター                           |                                                                   |
| 警務部             |                                        |                                                                   |
| 警務課             | 総務事務センター                       |                                                                   |
| 人材育成課         |                                        |                                                                   |
| 警察安全相談課     | 被害者支援室                           |                                                                   |
| 厚生課             | 健康管理推進室                         |                                                                   |
| 留置管理課         |                                        |                                                                   |
| 監察官室           |                                        |                                                                   |
| 生活安全部         |                                        |                                                                   |
| 生活安全総務課     | 許可等事務担当室                       |                                                                   |
| 人身安全対策課     | 子ども女性安全安心対策室               |                                                                   |
| 少年対策課         | 少年サポートセンター                   |                                                                   |
| 生活環境課         |                                        |                                                                   |
| サイバー犯罪対策課 | サイバーセキュリティ戦略推進室         |                                                                   |
| 地域部             |                                        |                                                                   |
| 地域課             |                                        |                                                                   |
| 通信指令課         | 総合通信指令室                         |                                                                   |
| 自動車警ら隊       | 直轄隊 機動警ら第一、第二、第三係      | 広島中央、広島東、広島西、広島南 安佐南、安佐北、佐伯、海田署管内 |
| 自動車警ら隊       | 東部分駐隊                             | 福山東、福山西、福山北、尾道、三原、府中署管内                    |
| 鉄道警察隊         | 直轄隊                                 | JR広島駅                                                          |
| 鉄道警察隊         | 東広島派遣所                           | JR東広島駅                                                        |
| 鉄道警察隊         | 三原派遣所                             | JR三原駅                                                          |
| 鉄道警察隊         | 新尾道派遣所                           | JR新尾道駅                                                        |
| 鉄道警察隊         | 福山派遣所                             | JR福山駅                                                          |
| 刑事部             |                                        |                                                                   |
| 刑事総務課         | 捜査指導室                             |                                                                   |
| 捜査支援分析課     |                                        |                                                                   |
| 捜査第一課         | 検視官室                               |                                                                   |
| 捜査第二課         |                                        |                                                                   |
| 捜査第三課         |                                        |                                                                   |
| 組織犯罪対策課     | 国際犯罪対策室                         |                                                                   |
| 組織犯罪対策課     | 通訳センター                           |                                                                   |
| 組織犯罪対策課     | 特殊詐欺事件捜査室                     |                                                                   |
| 捜査第四課         |                                        |                                                                   |
| 薬物銃器対策課     |                                        |                                                                   |
| 鑑識課             |                                        |                                                                   |
| 機動捜査隊         | 直轄隊                                 |                                                                   |
| 機動捜査隊         | 東広島分駐隊                           |                                                                   |
| 機動捜査隊         | 東部分駐隊                             |                                                                   |
| 科学捜査研究所     |                                        |                                                                   |
| 交通部             |                                        |                                                                   |
| 交通企画課         | 自転車小型モビリティ対策室             |                                                                   |
| 交通規制課         | 交通管制室                             |                                                                   |
| 交通指導課         | 交通事件捜査室                         |                                                                   |
| 交通指導課         | 駐車管理室                             |                                                                   |
| 交通指導課         | 交通反則通告センター                   |                                                                   |
| 運転免許課         | 高齢運転者支援室                       |                                                                   |
| 運転免許課         | 東部運転免許センター                   |                                                                   |
| 交通機動隊         | 直轄隊                                 |                                                                   |
| 交通機動隊         | 大竹分駐隊                             | 広島西、廿日市、大竹署管内                                        |
| 交通機動隊         | 東広島分駐隊                           | 東広島、呉、広、竹原署管内                                        |
| 交通機動隊         | 東部分駐隊                             | 福山東、福山西、福山北、尾道、三原、府中署管内                    |
| 高速道路交通警察隊 | 直轄隊                                 |                                                                   |
| 高速道路交通警察隊 | 佐伯分駐隊                             | 広島岩国道路と西広島バイパスを管轄。                              |
| 高速道路交通警察隊 | 間所分駐隊                             |                                                                   |
| 高速道路交通警察隊 | 千代田分駐隊                           |                                                                   |
| 高速道路交通警察隊 | 三次分駐隊                             |                                                                   |
| 高速道路交通警察隊 | 福山分駐隊                             |                                                                   |
| 高速道路交通警察隊 | 西条分駐隊                             |                                                                   |
| 高速道路交通警察隊 | 向島分駐隊                             |                                                                   |
| 警備部             |                                        |                                                                   |
| 公安課             | 極左対策室                             |                                                                   |
| 警備課             | 女性警察官特別機動隊                   |                                                                   |
| 警備課             | 公安捜査隊                             |                                                                   |
| 警備課             | 警衛警護室                             |                                                                   |
| 警備課             | 航空隊                                 | みやじま1号 （アエロスパシアル AS365N3）                          |
| 警備課             | 航空隊                                 | みやじま2号 （アグスタA109E）                                     |
| 危機管理課         | 災害派遣隊 即応部隊 （広域緊急援助隊） | 警備部隊 第1、第2、第3小隊 （先行情報班，救出救助班、隊本部班）   |
| 危機管理課         | 災害派遣隊 即応部隊 （広域緊急援助隊） | 交通部隊 （先行情報班、交通対策班、管理班）                       |
| 危機管理課         | 災害派遣隊 即応部隊 （広域緊急援助隊） | 刑事部隊 （検視班、遺族支援班）                                   |
| 危機管理課         | 災害派遣隊 即応部隊 （広域緊急援助隊） | 広域警察航空隊                                                    |
| 危機管理課         | 災害派遣隊 即応部隊 （広域緊急援助隊） | 緊急災害警備隊 第1、第2、第3、第4小隊                             |
| 危機管理課         | 災害派遣隊 即応部隊 （広域緊急援助隊） | 機動警察通信隊 （中国四国管区警察局 広島県情報通信部）            |
| 危機管理課         | 災害派遣隊 一般部隊                    | 特別警備部隊                                                      |
| 危機管理課         | 災害派遣隊 一般部隊                    | 特別生活安全部隊                                                  |
| 危機管理課         | 災害派遣隊 一般部隊                    | 特別自動車警ら部隊                                                |
| 危機管理課         | 災害派遣隊 一般部隊                    | 特別機動捜査部隊                                                  |
| 危機管理課         | 災害派遣隊 一般部隊                    | 身元確認支援部隊                                                  |
| 危機管理課         | 災害派遣隊 一般部隊                    | 特別交通部隊                                                      |
| 危機管理課         | 災害派遣隊 一般部隊                    | 支援対策部隊                                                      |
| 危機管理課         | 災害派遣隊 一般部隊                    | 情報通信支援部隊                                                  |
| 危機管理課         | 警備支援隊                             |                                                                   |
| 外事課             | 国際テロリズム対策室                   |                                                                   |
| 機動隊             | 銃器対策部隊                           |                                                                   |
| 機動隊             | NBCテロ対応専門部隊                    |                                                                   |
| 機動隊             | 爆発物対応専門部隊                     | 爆発物処理班                                                      |
| 機動隊             | 爆発物対応専門部隊                     | 爆発物処理予備班                                                  |
| 機動隊             | 爆発物対応専門部隊                     | 爆発物応急措置班                                                  |
| 機動隊             | 水難救助部隊                           |                                                                   |
| 機動隊             | レスキュー部隊                         |                                                                   |
| 機動隊             | 潜水部隊                               |                                                                   |
| 機動隊             | レンジャー部隊                         |                                                                   |
| 広島県警察学校     |                                        |                                                                   |
| 初任科             |                                        |                                                                   |
| 初任補修科         |                                        |                                                                   |
| 巡査部長任用科     |                                        |                                                                   |
| 警部補任用科       |                                        |                                                                   |
| 部門別任用科       |                                        |                                                                   |
| 専科               |                                        |                                                                   |
| 一般職員初任科     |                                        |                                                                   |
| 広島市警察部       |                                        |                                                                   |
| 庶務課             |                                        |                                                                   |

## データ
- 警察署数 - 26
- 分庁舎 - 3
- 交番数 - 155
- 駐在所数 - 144
- 職員数 - 5428名
- ヘリコプター - 2機
- 警備艇 - 2隻
  - 広2 せとちどり 尾道 8m型 2015-
  - 広5 あきなだ（旧おんど） 広島南 12m型
  - (退役) 広3 しらぎく 呉
  - (退役) 広8 たちばな 尾道 8m型
  - (退役) 広9 ぬまくま 福山西 -2019

## 警察署
警察署数は26。警察車両のナンバー地名は尾道・福山周辺地域が「福山」、それ以外の地域は「広島」である。太字で示す警察署の署長は警視正を充てる。

### 広島・広島西・芸北
| ※    | 地域   | 警察署名称     | 所在地                         | 管轄区域                                 | 前身                          |
| ---- | ------ | -------------- | ------------------------------ | ---------------------------------------- | ----------------------------- |
| 広島 | 広島   | 広島中央警察署 | 広島市中区基町9-48             | 広島市中区                               | 広島警察署→（旧）広島西警察署 |
| 広島 | 広島   | 広島東警察署   | 広島市東区二葉の里3丁目4-22    | 広島市東区、安芸郡府中町                 |                               |
| 広島 | 広島   | 広島西警察署   | 広島市西区商工センター4丁目1-3 | 広島市西区                               |                               |
| 広島 | 広島   | 広島南警察署   | 広島市南区出汐2丁目4-65        | 広島市南区                               | 宇品警察署                    |
| 広島 | 広島   | 佐伯警察署     | 広島市佐伯区倉重1丁目26-1      | 広島市佐伯区                             |                               |
| 広島 | 広島   | 安佐北警察署   | 広島市安佐北区可部4丁目14-13   | 広島市安佐北区                           | 可部警察署                    |
| 広島 | 広島   | 安佐南警察署   | 広島市安佐南区西原9丁目3-20    | 広島市安佐南区                           | 広島北警察署                  |
| 広島 | 広島   | 海田警察署     | 安芸郡海田町つくも町1-45       | 広島市安芸区、安芸郡海田町、熊野町、坂町 | 海田市警察署                  |
| 広島 | 広島西 | 廿日市警察署   | 廿日市市本町1-10               | 廿日市市                                 |                               |
| 広島 | 広島西 | 大竹警察署     | 大竹市本町1丁目8-10            | 大竹市                                   |                               |
| 広島 | 芸北   | 安芸高田警察署 | 安芸高田市吉田町吉田1204-2     | 安芸高田市                               | 吉田警察署                    |
| 広島 | 芸北   | 山県警察署     | 山県郡安芸太田町加計3760-1     | 山県郡安芸太田町、北広島町               | 加計警察署                    |

### 呉・広島中央
| ※    | 地域     | 警察署名称                  | 所在地                        | 管轄区域                                                     | 前身       |
| ---- | -------- | --------------------------- | ----------------------------- | ------------------------------------------------------------ | ---------- |
| 広島 | 呉       | 呉警察署                    | 呉市西中央2丁目2-4            | 呉市の一部（呉西部・音戸・倉橋地域）                         |            |
| 広島 | 呉       | └音戸分庁舎（音戸交番）     | 呉市音戸町南隠渡1丁目11-48    | 呉市の一部（呉西部・音戸・倉橋地域）                         | 音戸警察署 |
| 広島 | 呉       | 広警察署                    | 呉市広大新開1丁目5-6          | 呉市の一部（呉東部・下蒲刈・川尻・安浦・蒲刈・豊浜・豊地域） |            |
| 広島 | 呉       | 江田島警察署                | 江田島市江田島町中央4丁目13-1 | 江田島市                                                     |            |
| 広島 | 広島中央 | 東広島警察署                | 東広島市西条昭和町4-11        | 東広島市                                                     | 西条警察署 |
| 福山 | 広島中央 | 竹原警察署                  | 竹原市中央1丁目1-13           | 竹原市、豊田郡大崎上島町                                     |            |
| 福山 | 広島中央 | └大崎上島分庁舎（木江交番） | 豊田郡大崎上島町木江4952-1    | 竹原市、豊田郡大崎上島町                                     | 木江警察署 |

### 尾三・福山・奥備後
| ※    | 地域   | 警察署名称   | 所在地                    | 管轄区域                                     | 前身       |
| ---- | ------ | ------------ | ------------------------- | -------------------------------------------- | ---------- |
| 福山 | 尾三   | 尾道警察署   | 尾道市新浜1丁目7-34       | 尾道市の一部（浦崎町を除く）                 |            |
| 福山 | 尾三   | └因島分庁舎  | 尾道市因島土生町1900-3    | 尾道市の一部（浦崎町を除く）                 | 因島警察署 |
| 福山 | 尾三   | 三原警察署   | 三原市皆実3丁目2-6        | 三原市                                       |            |
| 福山 | 尾三   | 世羅警察署   | 世羅郡世羅町西上原427-1   | 世羅郡世羅町                                 | 甲山警察署 |
| 福山 | 福山   | 福山東警察署 | 福山市三吉町南2丁目5-31   | 福山市の一部（中心部・東部）                 | 福山警察署 |
| 福山 | 福山   | 福山西警察署 | 福山市神村町3106-1        | 福山市の一部（西部、松永地域）、尾道市浦崎町 | 松永警察署 |
| 福山 | 福山   | 福山北警察署 | 福山市神辺町新道上3丁目14 | 福山市の一部（北部）、神石郡神石高原町       |            |
| 福山 | 福山   | 府中警察署   | 府中市鵜飼町542-3         | 府中市                                       |            |
| 広島 | 奥備後 | 庄原警察署   | 庄原市中本町1丁目3-8      | 庄原市                                       |            |
| 広島 | 奥備後 | 三次警察署   | 三次市十日市中2丁目6-6    | 三次市                                       |            |

### 警察署の変遷
- 1971年（昭和46年）4月1日
  - 福山警察署が「福山東警察署」に改称。
  - 松永警察署が「福山西警察署」に改称。
- 1987年（昭和62年）9月1日
  - 広島西警察署新設。
    - 広島市西区の西部が広島中央警察署から広島西警察署に移管。
    - 広島市佐伯区が廿日市警察署から広島西警察署に移管。
- 2005年（平成17年）4月25日
  - 旧佐伯郡湯来町が廿日市警察署から広島西警察署に移管。
- 2007年（平成19年）4月1日
  - 可部警察署が「安佐北警察署」に改称。
  - 広島北警察署が「安佐南警察署」に改称。
  - 吉田警察署が「安芸高田警察署」に改称。
  - 加計警察署が「山県警察署」に改称。
  - 西条警察署が「東広島警察署」に改称。
  - 甲山警察署が「世羅警察署」に改称。
- 2008年（平成20年）4月1日
  - 福山北警察署新設。
    - 福山市の北東部と神石郡神石高原町が福山東警察署から福山北警察署に移管。
    - 福山市の北西部が府中警察署から福山北警察署に移管。
- 2009年（平成21年）4月1日
  - 竹原警察署と木江警察署が統合し、木江警察署が竹原警察署大崎上島分庁舎となる。
  - 呉市の豊浜町・豊町が木江警察署から広警察署に移管。
- 2013年（平成25年）9月2日[3]
  - 広島西警察署から佐伯区全域を移管され佐伯警察署が開庁。
  - 広島中央警察署が広島西警察署に西区管轄分を移管し、広島西警察署の管轄は西区全域となる。
  - 広島東警察署が広島中央警察署に中区のうち広島市道御幸橋三篠線（中央通り・御幸橋西詰通り）以東かつ平和大通り以北相生通り以南を移管し、広島中央警察署の管轄は中区のうち広島市道御幸橋三篠線（中央通り・御幸橋西詰通り）以東かつ平和大通り以南を除く全域となる。
- 2018年（平成30年）4月1日
  - 呉警察署と音戸警察署が統合し、音戸警察署が呉警察署音戸分庁舎となる。
  - 尾道警察署と因島警察署が統合し、因島警察署が尾道警察署因島分庁舎となる。
- 2018年（平成30年）9月1日[4]
  - 広島東警察署が広島市東区二葉の里三丁目に移転。
  - 広島東警察署が広島中央警察署に中区管轄分を移管し、広島中央警察署の管轄は中区全域となる。
  - 広島東警察署が広島南警察署に南区管轄分を移管し、広島南警察署の管轄は南区全域となる。

## 主な事件
広島タクシー運転手連続殺人事件
1996年4月18日 - 9月16日に同一犯による4件の殺人事件が連続して発生。まず1件目の殺人事件が広島北警察署（現：安佐南警察署）管内で発生し（2・3件目は4件目の事件で被疑者が逮捕された後に発覚）、4件目の事件は廿日市警察署管内で発生。廿日市署に捜査本部が設置され、4件目の殺人容疑で逮捕された被疑者を取り調べた結果、未解決事件となっていた1件目への関与が判明したほか、2・3件目の事件も発覚した。
廿日市女子高生殺害事件
2004年10月5日廿日市市内で発生。廿日市署が捜査するも長らく未解決事件となっていたが、2018年4月13日に山口県宇部市の男が殺人容疑で逮捕された。
広島小1女児殺害事件
2005年11月22日広島市安芸区矢野地区で発生。海田警察署が捜査に当たり、8日後被疑者のペルー人男性が逃亡先の三重県鈴鹿市内で逮捕された。
マツダ本社工場連続殺傷事件
2010年6月22日広島市南区、安芸郡府中町のマツダ本社工場で発生。11人負傷、一人死亡。当日に犯人が逮捕され、その後の裁判で無期懲役が確定。
広島刑務所中国人受刑者脱獄事件
2012年1月11日に広島刑務所から中国人受刑者が脱獄した事件。

### 未解決事件
| 事件名                           | 発生           | 概要 | 捜査   |
| -------------------------------- | -------------- | --- | ------ |
| 呉市男性殺害事件                 | 1945年10月20日 | 呉市で男性（49）が荷車に荷物を載せて外出したまま行方不明になり、遺体で発見される。男性の頭には約75kgの石が載せられ顔が隠されており、更に体の上には荷物と荷車が載せられていた。進駐軍5、6人による犯行とみられる。 | 時効   |
| 因島毒饅頭事件                   | 1961年1月8日   | リンク先参照 | 時効   |
| 元尾道市長夫妻殺害事件           | 1980年2月9日   | リンク先参照 | 時効   |
| 広島市小5女児失踪事件            | 1983年10月25日 | 広島市安佐北区で女児（10）が早朝ジョギングに行ったまま行方不明になる。自宅近くのバス停から本人の自転車、マスク、血痕が見つかった。                                                                               | 時効   |
| パラコート連続毒殺事件           | 1985年4月30日  | リンク先参照 | 時効   |
| 広島市佐伯区スーパー強盗殺人事件 | 2000年9月3日   | リンク先参照 | 捜査中 |
| 広島市中区地下道16歳少女刺殺事件 | 2000年1月20日  | リンク先参照 | 捜査中 |
| 広島家族3人放火殺人事件          | 2001年1月17日  | リンク先参照 | 捜査中 |

## 不祥事
- 2008年6月 - 2013年2月 - 広島西警察署交通課長の男性警部が、架空の領収書などを部下に作成させたり自ら作成するなどして、捜査協力者への謝礼である捜査報償費を8万3,000件（55万7,708円に及ぶとされる）にわたって着服し、業務上横領容疑で書類送検・懲戒免職処分となった。県警は、書類偽造に関わった警部の部下17人や、警部の上司3人についても、本部長注意や警務部長注意などの処分とした[8][リンク切れ]。
- 広島市安佐南区の交差点において、1996年に県警が作成した交通規制台帳が、車線数の変更を反映しないまま誤った状態で記載され続けていたことが2014年10月に明らかになった。これにより、この21年間に発行された交通反則通告制度に基づく反則切符が1,000件超にわたって無効となることになった[9][リンク切れ]。
- 2014年秋以降に、県警の3警察署（広島中央・広島西・海田）が、本来なら広島簡易裁判所にファクス送信すべきであった被疑者名の記載された捜査関連資料を安芸郡内の一民家に誤送信していたことが2015年1月になって判明した。最初に「0」をプッシュすることで内線に切り替わる「0発信」回線であったにもかかわらず、署員らが知らなかったか、忘れていたことが原因と考えられる[10][リンク切れ]。
- 2015年5月 - 職務を利用して電話番号を取得し、女性を脅して性的関係を迫ったとして、広島東警察署地域課巡査長を強要未遂罪で起訴、別の強要未遂と県個人情報保護条例違反（盗用）容疑で追送検していたことがわかった。追送検は21日付け[11][リンク切れ]。
- 2017年5月8日 - 県警は広島中央警察署会計課の金庫に保管されていた特殊詐欺事件の証拠品として押収した現金約8,500万円が盗まれていたと発表した。会計課長のデスクの引き出しが壊されており、県警は内部犯行の可能性が高いと述べた[12]。その後の2019年2月、自殺した同署の30歳代の男性警部補が事件に関係した可能性が高まり、県警は同署の署長らの処分を検討中である[13][リンク切れ]。
- 2020年7月21日 - 県警本部の留置管理課課長補佐の男性警部（54歳）が広島市南区の居酒屋で、酒に酔って知人男性（57歳）を引き倒したうえ、腹や頭を数回蹴り、拳で顔面を数回殴るなどし、加療日数不詳のけがを負わせ、傷害容疑で逮捕される。男性警部は病気休職期間中であった[14]。
- 2020年7月23日 - 福山東警察署地域第三課の男性巡査部長（33歳）が広島市中区の路上で会社員の男性（25歳）の左ほおを素手で1回殴り、軽傷を負わせた。男性巡査長は知人と飲酒した後であり、酒に酔った状態で路上で20代の女性に声をかけていた。被害者の会社員男性は、駆けつけた女性の交際相手の男性であった[15]。

## 関連項目

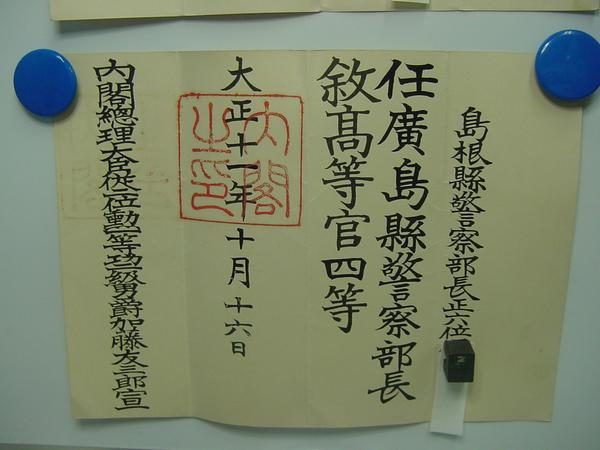
広島県警察部長辞令書（高等官四等）